# かに座EG星
かに座EG星（かにざEGせい）は、WZ Sge型の矮新星に分類されるかに座の激変星。

## 概要
激変星は、白色矮星の主星と晩期を迎えた主系列星の伴星による連星系で、伴星はそのロシュ・ローブを超えて膨張しており、ロシュ・ローブから溢れ出た物質は降着円盤を形成しながら主星へと落ち込んでいる。矮新星は激変星の分類の一つで、数日から数週間続く2～5等級のアウトバーストを起こす。おおぐま座SU型矮新星は、軌道周期が1～2時間程度の矮新星で、通常のアウトバーストとスーパーアウトバーストの2種類の増光を示し、スーパーアウトバースト時の光度曲線中にはスーパーハンプと呼ばれる微小な光度変動が見られる。矮新星 (UGWZ、WZ Sge) は、さらにおおぐま座SU型矮新星の中でもほとんどスーパーアウトバーストだけが起こる矮新星の分類である。
1977年に日本の天文学者古畑正秋によって振幅の大きなアウトバーストが観測されたのを皮切りに研究が進められた。1996年から1997年にかけては主たるアウトバーストと同程度の再増光が6回も観測され、「再増光の王様」と呼ばれた。2018年10月にはドイツのアマチュア天文家Patrick Schmeerにより22年ぶりにアウトバーストが観測された。